# Pfarrkirche Göpfritz an der Wild

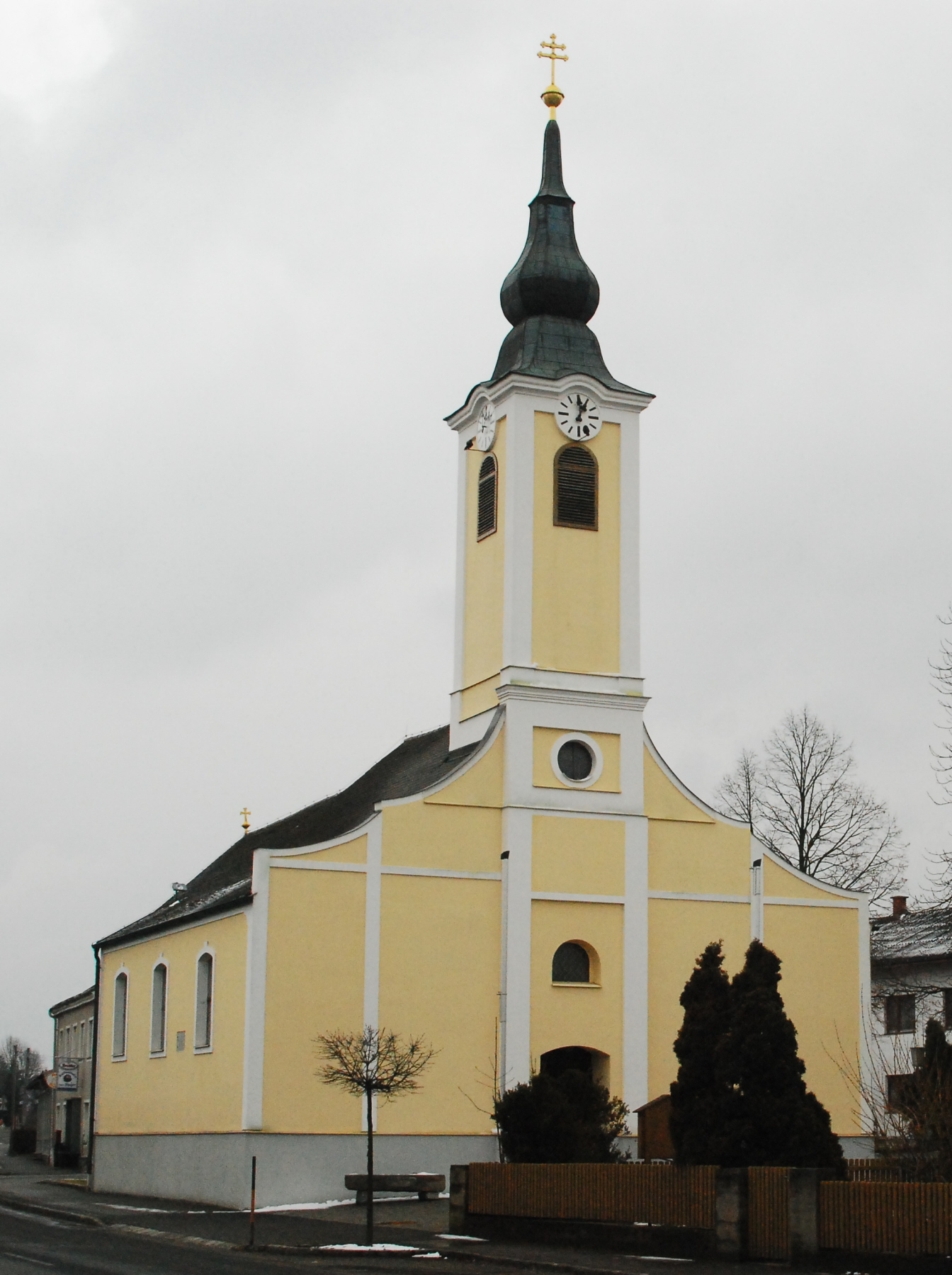
Katholische Pfarrkirche hl. Johannes Nepomuk in Göpfritz an der Wild

Die römisch-katholische Pfarrkirche Göpfritz an der Wild steht am Anger der Marktgemeinde Göpfritz an der Wild im Bezirk Zwettl in Niederösterreich. Die dem Patrozinium Johannes Nepomuk unterstellte Pfarrkirche – dem Stift Geras inkorporiert – gehört zum Dekanat Geras in der Diözese St. Pölten. Die Kirche steht unter Denkmalschutz (Listeneintrag).

## Geschichte
Eine Kapelle um 1730 wurde anlässlich der Pfarrerhebung 1783 nach den Plänen des Baumeisters Karl Reininger zu einer Pfarrkirche im josephinischen Stil erweitert. In weiterer Folge wurde die Kirche mehrfach umgestaltet und erweitert, 1880 wurde der Turm erhöht, 1881 erfolgte eine Abtragung der Apsis mit einer Chorverlängerung nach Osten und ein Sakristeianbau. 1929 erfolgten seitenschiffartige Erweiterungen am Langhaus. 1982 war eine Restaurierung.

## Architektur
Das Kirchenäußere zeigt eine breite Kirche mit einer schlichten Westturmfront mit geschweiften Giebelschenkeln und orthogonaler Gliederung, der nur leicht vorgezogene dreigeschoßige Turm hat ein Rechteckportal und darüber ein Rundbogenfenster und ein Kreisfenster, rundbogige Schallfenster, der Turm trägt einen Glockenhelm aus 1880. Die Langhausseiten zeigen Flachbogenfenster. Der leicht eingezogene Chor schließt mit einer etwas eingezogenen Flachbogenapsis. Der Chor zeigt nordseitig Flachbogenfenster und südseitig einen Sakristei- und Oratoriumsanbau.
Das Kircheninnere zeigt ein Langhaus mit ausgerundeten Ecken unter einer Flachdecke. Die Orgelempore mit einer holzgeschnitzten Brüstung entstand im Ende des 19. Jahrhunderts. Der leicht erhöhte langgestreckte Chor schließt mit einer Flachbogenapsis. Langhaus und Chor sind durch eine Pilastergliederung und ein umlaufendes Gesims zusammengefasst. In der Sakristei gibt es ein Kreuzgewölbe mit einer Stuckauflage.
Die ornamentalen Glasfenster entstanden 1903.

## Ausstattung
Der spätbarocke Hochaltar aus dem Ende des 18. Jahrhunderts wurde aus der Pfarrkirche Unterloiben hierher übertragen, er zeigt das Altarblatt hl. Josef vom Maler Oswald Horst 1867 und trägt barocke Figuren der Heiligen Katharina und Agnes. Der rechte Seitenaltar trägt den barocken Tabernakel des 1968 entfernten ehemaligen Hochaltars, der Tabernakel wird von neobarocken Engelfiguren flankiert.
Die Kreuzwegbilder malte der Maler Joh. Lader im Ende des 18. Jahrhunderts.
Die Orgel schuf Josef Gatto der Jüngere 1838. Eine Glocke nennt Johann Gottlieb Jennichen 1828.